# まつだひかり
まつだひかり（1991年6月23日 - ）は、日本の漫画家、イラストレーター、動画クリエイター、ギタリスト。バンド、ナカノイズのボーカル、ギター担当。

## 概要・経歴
2012年頃より楽器×女子高生やガールズコメディをテーマとしたイラスト・漫画を同人誌即売会などのイベントで発表し活動する傍ら、バンド活動や自主制作アニメなど多方面のジャンルにおいて活動するマルチクリエイター。2014年2月、Youtube・ニコニコ動画に投稿した自主制作アニメーション動画「女子高生エフェクターを買いに行く！！」のヒットをきっかけにリットーミュージックなどの楽器メーカーから注目されギター・マガジンをはじめとした音楽誌にて漫画連載やイラスト・デザインを担当するようになる。2015年には株式会社ローランドとのコラボとして「女子高生ボーカル・エフェクターを買いに行く！！」が公開される。余談として同シリーズの「女子高生シールドを買いに行く！！」「女子高生スタジオに行く！！」にはそれぞれナンバーガールの田渕ひさ子、人間椅子の和嶋慎二がゲスト声優として出演するなと幅広い交友関係が確認できる。以降、島村楽器×まつだひかりのコラボレーショングッズや、ヤマハミュージックメディアより出版のライトノベル「作曲少女」のイラスト担当、ESPエンタテインメント東京主催の「まつだひかりによる イラスト&ものづくり」セミナーの開催など、楽器メーカー業界に幅広く認知される。
2016年「スライディングV」にてComicWalkerより漫画家デビュー。影響を受けた作家として「CLAMP」「種村有菜」をTwitterの発言で挙げている。
ユーチューバーのおめがシスターズとヴィレッジヴァンガードのコラボ企画でのイラストを担当している。

## 作品リスト

### 漫画
- スライディングV（『ComicWalker』）全1巻
- まことディストーション（『コミックフラッパー』2017年4月号 - 2018年8月号）全2巻
- 恋する自爆ちゃん（『コミックフラッパー』） 全1巻
- よんてい（『ベース・マガジン』2015年4月号 - 2018年12月号）
- しらたまリフレイン（『まんがタイムきららミラク』2015年7月号 - 9月号ゲスト掲載）
- SSSS.GRIDMAN コミックアンソロジー SIDE:新条アカネ（KADOKAWA）
- 奏 青春バンド百合アンソロジー（KADOKAWA）
- コミックアンソロジー「百合ドリル 難問編」（KADOKAWA）
- 手品先輩コミックアンソロジー（一迅社）
- あさやけリフレイン（『月刊アフタヌーン』2025年5月号[8] - ）

### イラスト・挿絵
- 作曲少女（仰木日向・著、ヤマハミュージックメディア）
- 作詞少女（仰木日向・著、ヤマハミュージックエンタテインメントホールディングス出版部）
- 作曲少女2（仰木日向・著、ヤマハミュージックエンタテインメントホールディングスミュージックメディア部）
- 作曲少女Q（仰木日向・著、ヤマハミュージックエンタテインメントホールディングスミュージックメディア部）
- DTMerのためのアレンジのお作法（藤谷一郎・著、リットーミュージック）2014年
- 服部克久 音楽畑String Quartet Collection（服部克久・著、ヤマハミュージックエンタテインメントホールディングス）
- ギター・マガジン 「ギタビギ！」（株式会社リットーミュージック）
- ギター・マガジン 「いまさら聞けないバッファーの全知識」（株式会社リットーミュージック）
- ギター・マガジン 「ノイズのお悩み相談質」（株式会社リットーミュージック）
- ギター・マガジン 「苦手意識を一掃！見てわかるスウィープ奏法入門」（株式会社リットーミュージック）
- ギター・マガジン 「多彩な効果を徹底解説！エフェクト・ファイル35 」（株式会社リットーミュージック）
- 軽音マガジン 表紙イラスト（2017年5月号・7月号・9月号株式会社リットーミュージック）
- 音楽制作フェア2016「女子高生宅録にハマる！！」イラスト（株式会社リットーミュージック）
- サウンド・デザイナー「宅録女子に夢中！」（有限会社サウンド・デザイナー）
- サウンド・デザイナー「自宅で誰にも迷惑をかけないド迫力ギターサウンドを録る方法」（有限会社サウンド・デザイナー）
- 音楽ナタリー「『ギター・マガジン』編集長と紐解く伝統的ブランドの魅力、45人が語る日本製フェンダーの思い出」（株式会社ナターシャ）

### 自主制作アニメーション
- 女子高生エフェクターを買いに行く！！（2014年）
- 女子高生シールドを買いに行く！！（2015年）
- 女子高生 ボーカル・エフェクターを買いに行く！！（2015年）※株式会社ローランドと共同
- 女子高生スタジオに行く！！（2016年）
- 女子高生 ギターを作りにいく！！（2018年）※専門学校ESPエンタテイメント東京と共同
- 女子高生、ギター・ワイヤレスを使う！！（2019年）※株式会社リットーミュージックと共同
- 女子高生 ボーカル・エフェクターを買いに行く！！feat.さぁさ（2021年）※株式会社ローランドと共同